# Arboretum w Kudypach
Arboretum w Kudypach – ogród dendrologiczny znajdujący się w miejscowości Kudypy, w odległości 4 kilometrów od Olsztyna, w rozwidleniu dróg Olsztyn-Ostróda i Olsztyn-Sząbruk. Powstałe na początku lat dziewięćdziesiątych XX wieku arboretum zajmuje obecnie powierzchnię 15,69 ha. Od 1999 roku jako jednostka organizacyjna Nadleśnictwa Kudypy należy do Rady Ogrodów Botanicznych w Polsce, a od 2005 roku posiada status ogrodu botanicznego nadany przez Ministerstwo Środowiska.

## Historia
Leśne Arboretum Warmii i Mazur w Kudypach powstało dzięki inicjatywie leśników zrzeszonych w Polskim Towarzystwie Leśnym, a szczególnie Prezesa Olsztyńskiego Oddziału PTL Zygmunta Trocińskiego. Organizacją stworzenia ogrodu botanicznego zajęli się pracownicy Nadleśnictwa Kudypy z nadleśniczym Janem Skabarą na czele. Skorzystano ponadto z merytorycznej pomocy dendrologa prof. dra hab. Jerzego Tumiłowicza, kierownika Arboretum w Rogowie oraz pracowników obecnej Katedry Botaniki i Ochrony Przyrody Uniwersytetu Warmińsko-Mazurskiego w Olsztynie, w tym kierującego katedrą prof. dra hab. Czesława Hołdyńskiego.

## Kolekcja
Arboretum w Kudypach jest parkiem leśnym o częściowo ukształtowanym przez człowieka terenie. Na obszarze ogrodu występują naturalne oczka wodne, ścieżki, drewniane zadaszenia, kładki i mostki. Kolekcja drzew i krzewów znajdująca się w Kudypach obejmuje obecnie około 1000 gatunków oraz odmian, przeważa roślinność charakterystyczna dla względnie surowego klimatu.

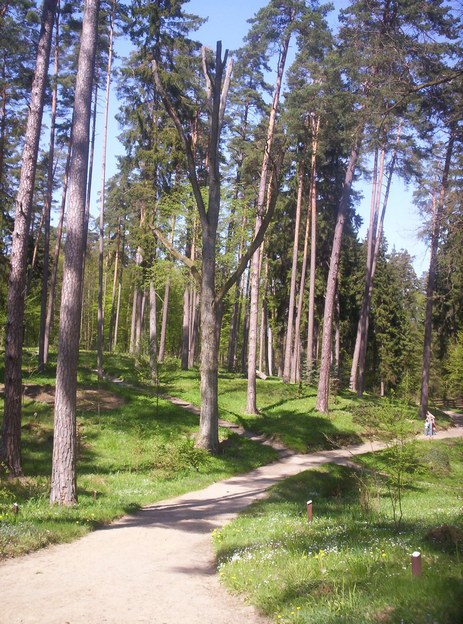
Fragment lasu

Ogród dendrologiczny w Kudypach podzielony został na trzy działy:
- Arboretum kolekcyjne — znajdują się tu kolekcje ponad 700 gatunków i odmian drzew oraz krzewów obcego pochodzenia. Okazy dendroflory zostały sprowadzone między innymi z Korei, Japonii, Chin, Rosji, Kanady, USA, a także z terenów górskich południowo-wschodniej Europy. Aby uprawa gatunków obcego pochodzenia była możliwa, przekształcono drzewostan porastający dotychczas teren zajmowany przez kolekcję, dopuszczając większą ilość światła słonecznego. W tym dziale najliczniejszą grupę stanowią klony, irgi, suchodrzewy, kaliny, sosny, jałowce, brzozy, jodły i berberysy.
- Dział flory polskiej — licząca około 300 gatunków i odmian kolekcja rodzimych drzew oraz krzewów. Jest to również miejsce uprawy polskich roślin zielnych. Znajduje się tu wiele gatunków chronionych, rzadkich i zagrożonych wyginięciem. Dział porośnięty jest przez las z udziałem buka. Rośliny zielne wchodzące w skład znajdującej się tu kolekcji to między innymi: zawilec gajowy, zawilec żółty, kokorycz pełna, kokorycz pusta, żywokost sercowaty, czyściec leśny, barwinek pospolity, podkolan biały. W dziale tym znajdują się ponadto dziko rosnące gatunki porzeczek: porzeczka czarna, porzeczka czerwona, porzeczka alpejska i porzeczka agrest. Zgromadzono tutaj też roślinność występującą na torfowiskach — rośliny wodne, np. grzybień biały czy grążel żółty oraz kosaciec syberyjski i kosaciec żółty rosnące na brzegach zbiorników wodnych. W skład polskiej flory reprezentowanej w arboretum wchodzą także: sasanki, len złocisty, goździki, dzwonki, rozchodnik wielki, lebiodka pospolita, melisa lekarska, kolekcja róż oraz rosnący w borach sosnowych zimoziół północny.
- Las naturalny — Fragment nieprzekształconego lasu, na którego terenie znajdują się drzewa będące pomnikami przyrody.

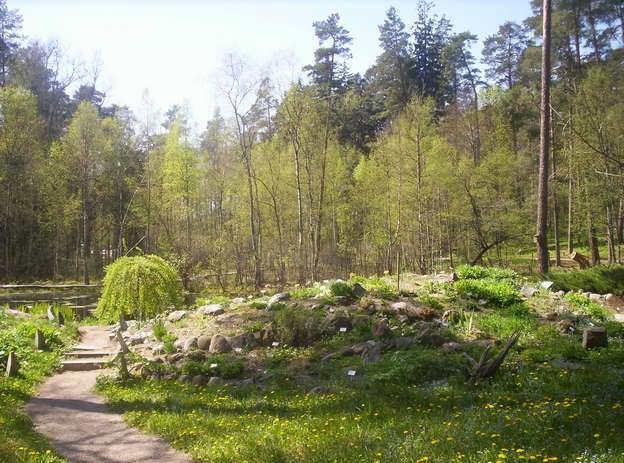
Ogródek skalny

## Działalność edukacyjna
Walory edukacyjne Arboretum wzmocniło powstałe w 2011 r. Lapidarium geologiczne, prezentujące kolekcję kamieni i głazów narzutowych pochodzących z terenu Warmii i Mazur.
Nadleśnictwo Kudypy stworzyło w Arboretum także Izbę Edukacyjną. W budynku prezentowane są wystawy dotyczące: lokalnej przyrody, pracy leśników oraz geologii.Kudypskie arboretum oprócz pełnienia funkcji przyrodniczej i rekreacyjnej służy także szeroko pojętej edukacji.
Nadleśnictwo w Kudypach dzięki współpracy z najlepszymi placówkami naukowymi w Polsce (m.in. Uniwersytet Jagielloński, Uniwersytet Warszawski, Uniwersytet Marii Curie-Skłodowskiej w Lublinie, Uniwersytet Wrocławski, Uniwersytet im. Adama Mickiewicza w Poznaniu, Instytut Dendrologii Polskiej Akademii Nauk w Kórniku) prowadzi rozległą działalność dydaktyczną w zakresie leśnictwa i nie tylko. W arboretum organizowane są liczne wykłady, prelekcje i realizowane programy badawcze.